# ماریا پائولا سیلوا
ماریا پائولا سیلوا (انگلیسی: Maria Paula Silva؛ زادهٔ march ۱۱, ۱۹۶۲ (۶۳ سال)) ورزشکار بسکتبال اهل برزیل است.
وی در مسابقات کشوری و بین‌المللی در مجموع برندهٔ ۲ مدال طلا، ۲ مدال نقره، ۱ مدال برنز شده‌است.